# Chico Botelho
Chico Botelho (Santos, 1948 – Rio de Janeiro, 8 de novembro de 1991) foi um diretor de fotografia, roteirista e cineasta brasileiro.

## Histórico
Ele era um dos expoentes da nova geração de cineastas paulistas e era professor da Escola de Comunicações e Artes da Universidade de São Paulo desde 1975. Conquistou o prêmio de melhor diretor no Rio Cine Festival de 1986 com o filme Cidade Oculta. Faleceu em decorrência de uma febre adquirida durante uma viagem ao Pará, em 1991.

## Filmografia (diretor)
- "A Cidade e o Corpo" - curta-metragem (1991)
- "Cidade Oculta" (1986)
- "Janete" (1983)

## Prêmios e indicações

### Prêmios
Rio Cine Festival
- Melhor Diretor: 1986